# Unterseeboot 284
Le Unterseeboot 284 (ou U-284) est un sous-marin allemand (U-Boot) de type VII.C utilisé par la Kriegsmarine (marine de guerre allemande) pendant la Seconde Guerre mondiale.

## Historique
Mis en service le 14 avril 1943, l'Unterseeboot 284 reçoit sa formation de base à Danzig au sein de la 8. Unterseebootsflottille jusqu'au 31 octobre 1943, puis l'U-284 intègre sa formation de combat à la base sous-marine de Brest avec la 9. Unterseebootsflottille, base qu'il n'atteindra jamais.
L'Unterseeboot 284 a effectué une patrouille dans laquelle il n'a ni coulé, ni endommagé de navire au cours des 28 jours en mer.
En préparation de sa première patrouille, l'U-284 quitte le port de Kiel le 23 novembre 1943 sous les ordres de l'Oberleutnant zur See Günther Scholz pour rejoindre Kristiansand qu'il atteint quatre jours plus tard, le 26 novembre 1943.
Deux jours plus tard, il réalise sa première patrouille, quittant Kristiansand le 28 novembre 1943 toujours sous les ordres de l'Oberleutnant zur See Günther Scholz. 

Après 24 jours en mer, l'U-284 est sabordé le 21 décembre 1943 dans l'Atlantique Nord au sud-est du Groenland à la position géographique de 55° 04′ N, 30° 23′ O après avoir subi des dommages en mer. Les 49 membres d'équipage sont recueillis par l'U-629, tous sains et sauf et sont ramenés à la base sous-marine de Brest le 5 janvier 1944.

## Affectations successives
- 8. Unterseebootsflottille à Danzig du 14 avril au 31 octobre 1943 (entrainement)
- 9. Unterseebootsflottille à Brest du 1er novembre au 21 décembre 1943 (service actif)

## Commandement
- Oberleutnant zur See Günther Scholz du 14 avril au 21 décembre 1943

## Patrouilles
|       | Commandant           | Départ           | Départ       | Arrivée          | Arrivée      | Jours    | Succès |
| ----- | -------------------- | ---------------- | ------------ | ---------------- | ------------ | -------- | ------ |
|       | Oblt. Günther Scholz | 23 novembre 1943 | Kiel         | 26 novembre 1943 | Kristiansand | 4 jours  |        |
| 1     | Oblt. Günther Scholz | 28 novembre 1943 | Kristiansand | 21 décembre 1943 | Coulé        | 24 jours |        |
| Total | Total                | Total            | Total        | Total            | Total        | 28 jours | 0 t    |

Note : Oblt. = Oberleutnant zur See 

### Opérations Wolfpack
L'U-284 a opéré avec les Wolfpacks (meute de loups) durant sa carrière opérationnelle:
1. Coronel 1 (14 décembre 1943 - 17 décembre 1943)

## Navires coulés
L'Unterseeboot 284 n'a ni coulé, ni endommagé de navire ennemi au cours de l'unique patrouille (24 jours en mer) qu'il effectua.

### Source et bibliographie
- (en) Cet article est partiellement ou en totalité issu de l’article de Wikipédia en anglais intitulé « German submarine U-284 » (voir la liste des auteurs).
- Chris Bishop, historien militaire (trad. de l'anglais par Christian Muguet), Les sous-marins de la Kriegsmarine : 1939-1945 : le guide d'identification des sous-marins [« The spellmount submarine identification guide : Kriegsmarine U-boats 1939-1945 »], Paris, Éd. de Lodi, 2008, 192 p. (ISBN 978-2-84690-327-1, OCLC 470721805, BNF 41298980)